# Święty i Wielki Sobór Kościoła Prawosławnego

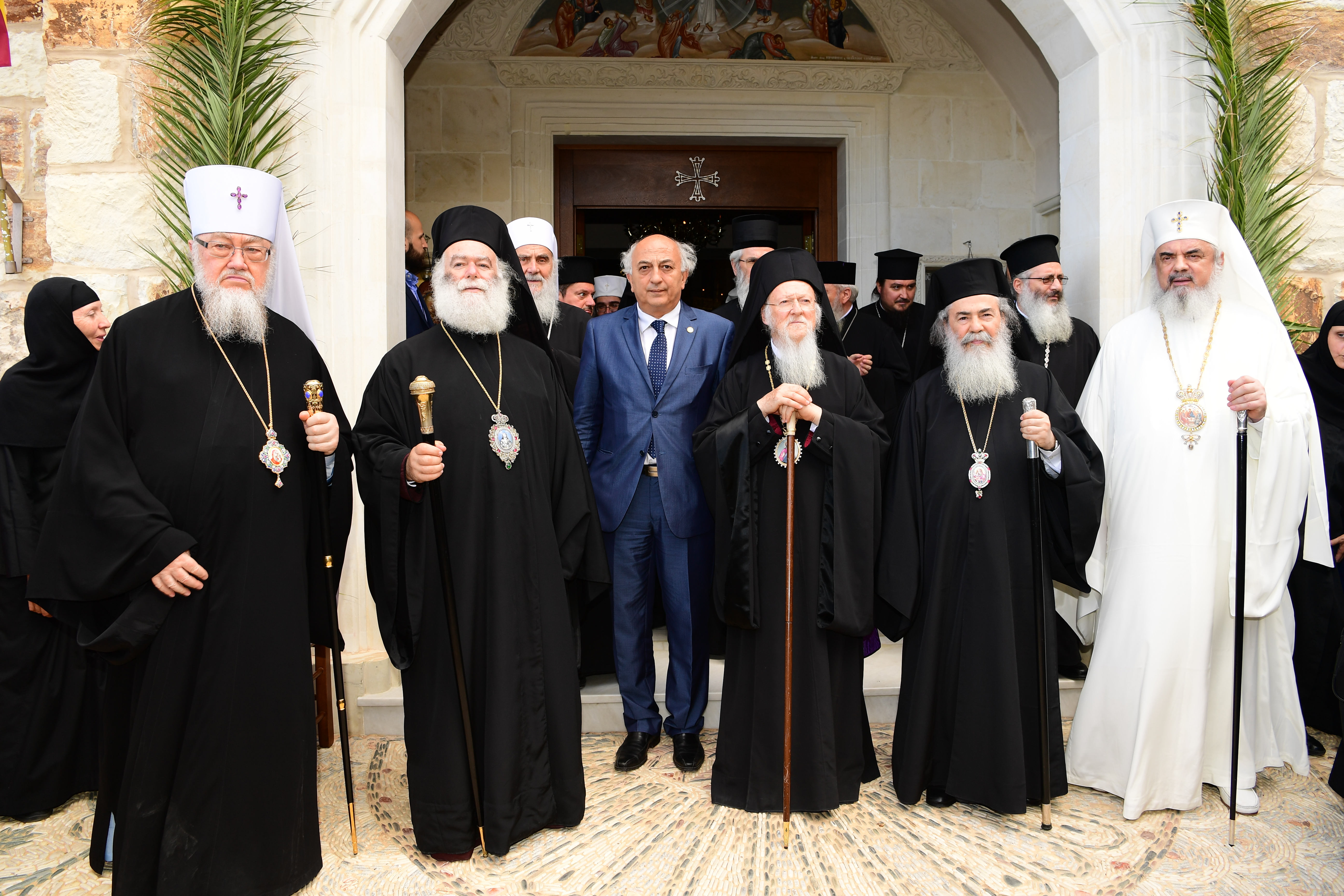

Święty i Wielki Sobór Kościoła Prawosławnego (gr. Ἡ Ἁγία καὶ Μεγάλη Σύνοδος τῆς Ὀρθοδόξου Ἐκκλησίας; potocznie Sobór Wszechprawosławny) – sobór prawosławny, którego obrady trwały od 19 do 26 czerwca 2016 pod przewodnictwem patriarchy Konstantynopola. Zgromadzenie odbyło się w Kolymbari na Krecie.

## Historia
Geneza soboru panprawosławnego sięga roku 1902, kiedy to patriarcha Konstantynopola, Joachim III zasugerował potrzebę zorganizowania takiego zgromadzenia.
Pierwsze przygotowania do zwołania soboru podjęto w 1923 na Kongresie Wszechprawosławnym w Stambule. Zapadła wówczas decyzja o uczczeniu nim tysiącsześćsetlecia Soboru Nicejskiego I. Wielki Sobór Kościoła Wschodniego zaplanowany na rok 1925 w Jerozolimie nie odbył się jednak z powodu różnych stanowisk Kościołów narodowych.
Do prac nad zwołaniem soboru Kościołów prawosławnych powrócono po II wojnie światowej z inicjatywy patriarchy ekumenicznego Konstantynopola, Atenagorasa I. Zapoczątkowała je Narada Wszechprawosławna na Rodos (1961).
Odbyły się cztery Wszechprawosławne Narady Przedsoborowe (1971, 1982, 1986, 2016), których celem było opracowanie wszystkich szczegółów dotyczących obrad.
W styczniu 2016 przedstawiciele 14 autokefalicznych Cerkwi postanowili, że Wielki Sobór Kościoła Wschodniego będzie obradował w dniach 19–27 czerwca 2016 w Prawosławnej Akademii Krety w Kolymbari.
1 czerwca 2016, na posiedzeniu Świętego Synodu Patriarchatu Bułgarskiego podjęto decyzję o wycofaniu się z uczestnictwa tej Cerkwi w obradach soboru, zastrzegając jednak możliwość wzięcia udziału w przypadku zwołania soboru w późniejszym terminie. Również Patriarchaty: Antiocheński, Gruziński i Moskiewski postanowiły nie brać udziału w soborze.

## Obrady Soboru

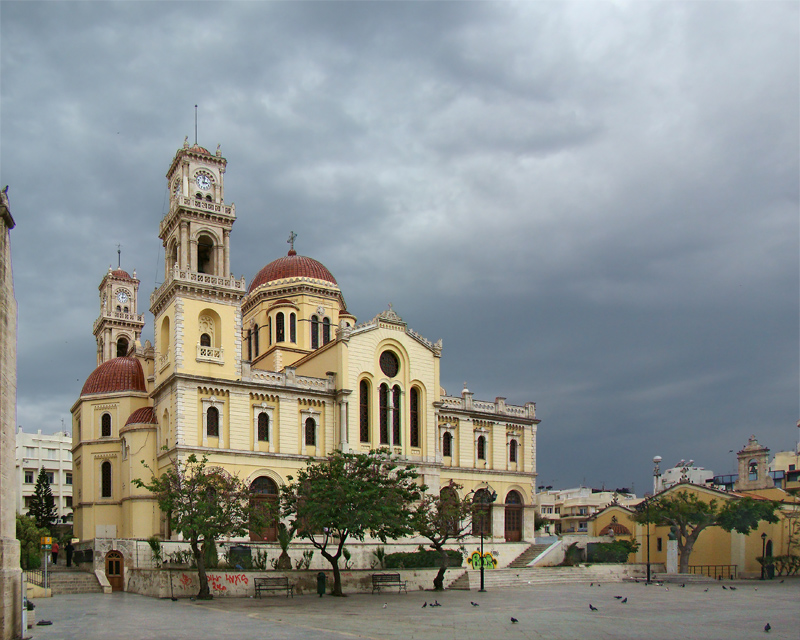
Katedra św. Menasa w Heraklionie

- Katedra św. Menasa w Heraklionie17 czerwca 2016 – Mała Synaksa – spotkanie zwierzchników 10 Kościołów przed obradami roboczymi;
- 19 czerwca 2016 – Uroczystość Zesłania Ducha Świętego – liturgia otwarcia Soboru w katedrze św. Minasa w Heraklionie;
- 20 czerwca 2016 – Liturgia w języku arabskim w cerkwi monasteru Ikony Matki Bożej „Gonia”. Obrady pierwszej sesji Soboru; przemówienie inauguracyjne patriarchy konstantynopolitańskiego Bartłomieja oraz wystąpienia zwierzchników pozostałych 9 Cerkwi biorących udział w Soborze. Na drugiej sesji zapoczątkowano prace nad dokumentem dotyczącym misji Cerkwi prawosławnej we współczesnym świecie[7].
- 21 czerwca 2016 – Liturgia w cerkwi monasteru Ikony Matki Bożej „Gonia”. Na sesjach kontynuowano prace nad zagadnieniami misji Cerkwi we współczesnym świecie oraz rozpoczęto dyskusję nad dokumentem „Prawosławna diaspora”[8].
- 22 czerwca 2016 – Liturgia pod przewodnictwem patriarchy serbskiego Ireneusza w cerkwi monasteru ikony Matki Bożej „Gonia”. Na sesjach kontynuowano dyskusję nad zagadnieniami prawosławnej diaspory oraz rozpoczęto prace nad dokumentami „Autonomia i sposób jej ogłaszania” oraz „Ważność postu i jego wypełnianie dzisiaj”[9].

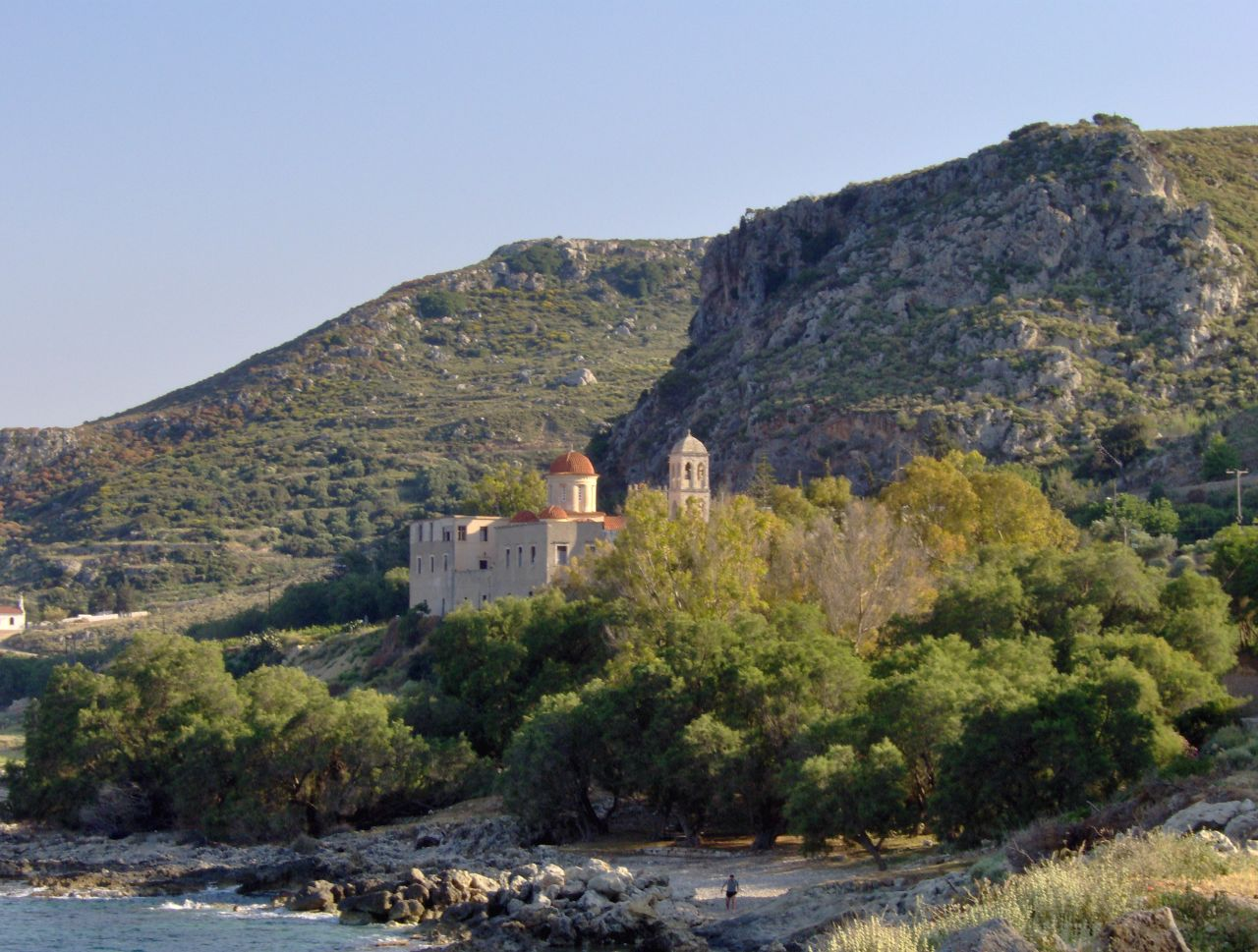
W monasterze ikony Matki Bożej „Gonia” odbywały się Święte Liturgie w trakcie soboru

- W monasterze ikony Matki Bożej „Gonia” odbywały się Święte Liturgie w trakcie soboru23 czerwca 2016 – Liturgia pod przewodnictwem patriarchy rumuńskiego Daniela w cerkwi monasteru Ikony Matki Bożej „Gonia”. Na sesjach przedpołudniowych pracowano nad dokumentem „Sakrament małżeństwa i jego przeszkody”, natomiast na sesji popołudniowej omawiano zagadnienia relacji Cerkwi prawosławnej z pozostałym światem chrześcijańskim. Podpisanie trzech dokumentów: „Misja Cerkwi prawosławnej we współczesnym świecie”, „Prawosławna diaspora” oraz „Autonomia i sposób jej ogłaszania”[10].
- 24 czerwca 2016 – Liturgia w językach cerkiewnosłowiańskim i polskim pod przewodnictwem biskupa siemiatyckiego Jerzego (Polski Autokefaliczny Kościół Prawosławny) w cerkwi monasteru Ikony Matki Bożej „Gonia”. Prace Synaksy Zwierzchników Cerkwi Prawosławnych nad ustaleniem końcowego orędzia Soboru. Kontynuacja prac nad dokumentem „Relacje Cerkwi prawosławnej z pozostałym światem chrześcijańskim”, z uwzględnieniem problematyki unickiej. Podpisanie dokumentu „Ważność postu i jego wypełnianie dzisiaj”[11].
- 25 czerwca 2016 – Kontynuacja i zakończenie dyskusji nad dokumentem omawiającym relacje Cerkwi prawosławnej z pozostałymi chrześcijanami. Przyjęcie tekstu Orędzia Wielkiego i Świętego Soboru Wszechprawosławnego Kościoła Wschodniego[12].
- 26 czerwca 2016 – Dzień Wszystkich Świętych; Liturgia w katedrze Świętych Piotra i Pawła w Chanii pod przewodnictwem patriarchy konstantynopolitańskiego Bartłomieja w asyście zwierzchników pozostałych dziewięciu Cerkwi uczestniczących w Soborze. Podpisanie dokumentu „Relacje Cerkwi prawosławnej z pozostałym światem chrześcijańskim” (przed 26 czerwca podpisano również dokument „Sakrament małżeństwa i jego przeszkody”). Ogłoszenie Orędzia Soboru w monasterze Ikony Matki Bożej „Życiodajne Źródło” w pobliżu Chanii[13].

## Tematy Soboru
Zadaniem Soboru Wszechprawosławnego było podjęcie decyzji i ustalenie stanowiska w kwestiach, które nurtują Kościoły prawosławne jako wspólnotę ogólnoświatową.
Do głównych tematów obrad miały należeć pierwotnie następujące kwestie:
- problem diaspory i Kościołów pozostających poza terytorium kanonicznym swoich macierzystych Kościołów.
- konflikty między Kościołami autokefalicznymi, niekanonicznymi i autonomicznymi aspirującymi do autokefalii; sposób ogłaszania autokefalii[14]
- kwestia dyptychów i wzajemnego uznania kanoniczności pomiędzy poszczególnymi Kościołami prawosławnymi
- stanowisko Kościołów prawosławnych w kwestii stosowania różnych kalendarzy liturgicznych
- refleksja nad poszczególnymi przeszkodami małżeńskimi oraz kanonicznością sprawowania małżeństwa
- dyscyplina związana z postem w warunkach życia współczesnego świata
- relacje prawosławia z innymi wyznaniami chrześcijańskimi
- stosunek prawosławia do ruchu ekumenicznego
- wkład prawosławia do zachowania chrześcijańskiego ideału pokoju, braterstwa i wolności we współczesnym świecie.

Zgodnie z ustaleniami podjętymi na ostatniej naradzie przedstawicieli lokalnych Cerkwi w styczniu 2016, Sobór podjął tematy:
- autonomia i sposób jej ogłaszania;
- relacje Cerkwi prawosławnej z pozostałym światem chrześcijańskim;
- znaczenie postu i jego wypełnianie dzisiaj;
- prawosławna diaspora;
- misja Cerkwi prawosławnej we współczesnym świecie; wkład Cerkwi prawosławnej w realizację ideałów pokoju, sprawiedliwości, wolności, braterstwa i miłości między narodami;
- przeszkody w zawarciu związku małżeńskiego[4].

Kościoły nie wypracowały natomiast wiążących dokumentów w kwestiach:
- autokefalii i sposobu jej ogłaszania;
- dyptychów;
- kalendarza liturgicznego[4].

## Uczestnicy soboru

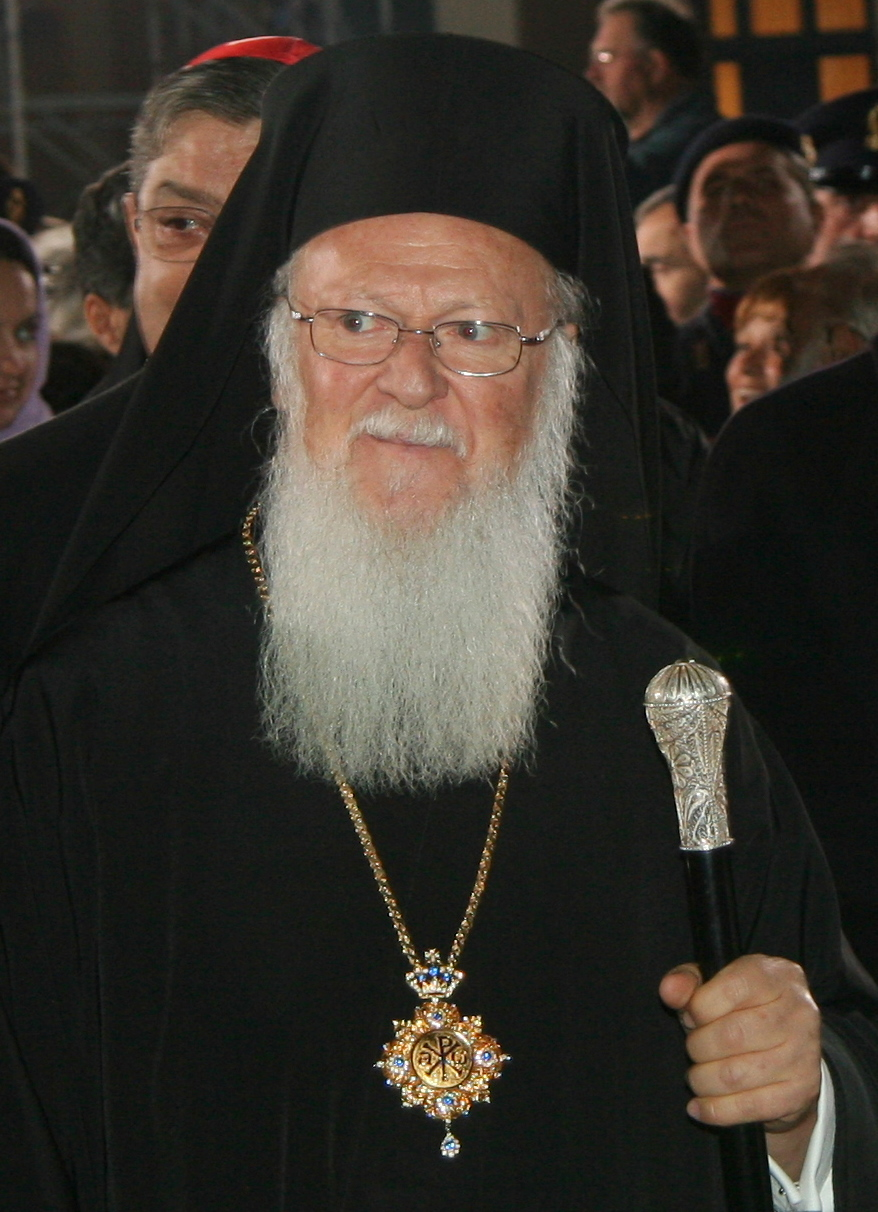
Patriarcha konstantynopolitański Bartłomiej

### Delegacja Patriarchatu Konstantynopolitańskiego
- patriarcha konstantynopolitański Bartłomiej,
- arcybiskup karelski i całej Finlandii Leon,
- metropolita talliński i całej Estonii Stefan,
- metropolita Pergamonu Jan,
- arcybiskup Ameryki Dymitr,
- metropolita Niemiec Augustyn,
- arcybiskup Krety Ireneusz,
- metropolita Denver Izajasz,
- metropolita Atlanty Aleksy,
- metropolita Wysp Książęcych Jakub,
- metropolita Projkonii Józef,
- metropolita Filadelfii Meliton,
- metropolita Francji (Galii) Emanuel,
- metropolita Dardaneli Nikita,
- metropolita Detroit Mikołaj,
- metropolita San Francisco Gerazym,
- metropolita kisamski i seliński Amfilochiusz,
- metropolita koreański Ambroży,
- metropolita selimbryjski Maksym,
- metropolita Adrianopola Amfilochiusz,
- metropolita Dioklei Kalikst,
- metropolita Hierapolis Antoni,
- metropolita Gallipoli i Madyty Stefan[15],
- arcybiskup Telmessos Hiob,
- arcybiskup Chariupolis Jan,
- biskup nysski Grzegorz[16].

### Delegacja Patriarchatu Aleksandryjskiego
- patriarcha aleksandryjski Teodor II,
- metropolita Aksum Piotr,
- metropolita Leontopolis Gabriel,
- metropolita Nairobi Makary,
- metropolita Kampali Jonasz,
- metropolita Zimbabwe Serafin,
- metropolita Nigerii Aleksander,
- metropolita Trypolisu Teofilakt,
- metropolita Przylądka Dobrej Nadziei Sergiusz,
- metropolita Cyreny Atanazy,
- metropolita Kartaginy Aleksy,
- metropolita Mwanzy Hieronim,
- metropolita Gwinei Jerzy,
- metropolita Hermopolis Mikołaj,
- metropolita Irinoupolis Dymitr,
- metropolita Johannesburga i Pretorii Damaskin,
- metropolita Madagaskaru Ignacy,
- metropolity Ptolemaidy Emmanuel,
- metropolita Kamerunu Grzegorz,
- metropolita Memfis Nikodem,
- metropolita Katangi Melecjusz,
- metropolita Akry Narcyz,
- biskup Brazzaville i Gabonu Pantelejmon,
- biskup Burundi i Rwandy Innocenty,
- biskup Mozambiku Chryzostom,
- biskup Nieri i Góry Kenia Neofit

oraz doradcy: Panajotis Tsumerkas, archimandryta Paisjusz (Larendzakis), archimandryta Piotr (Parginos), protojerej Afinodor Papaewripiadis, protojerej Joseph Kwame Labi Aiete, diakon Emmanuel Kawanya.

### Delegacja Patriarchatu Jerozolimskiego
- patriarcha jerozolimski Teofil III,
- metropolita Filadelfii Benedykt,
- arcybiskup Konstantyny Arystarch,
- arcybiskup Antydonu Nektariusz,
- arcybiskup pellski Filomen[18].

### Delegacja Patriarchatu Serbskiego
- patriarcha serbski Ireneusz,
- metropolita ochrydzki Jan,
- metropolita Czarnogóry i Przymorza Amfilochiusz,
- metropolita Zagrzebia i Lublany Porfiry,
- metropolita Australii i Nowej Zelandii Ireneusz,
- biskup sremski Bazyli,
- biskup budziński Lucjan,
- biskup Nowej Gračanicy i Środkowego Zachodu Ameryki Longin,
- biskup Bački Ireneusz,
- biskup zwornicki i tuzlański Chryzostom,
- biskup žicki Justyn,
- biskup wrański Pachomiusz,
- biskup szumadijski Jan,
- biskup braničewski Ignacy,
- biskup dalmatyński Focjusz,
- biskup bihacko-petrovacki Atanazy,
- biskup budimlańsko-nikszicki Joannicjusz,
- biskup zahumsko-hercegowiński i nadmorski Grzegorz,
- biskup Valjeva Milutin,
- biskup zachodnioamerykański Maksym,
- biskup kruszewacki Dawid,
- biskup slawoński Jan,
- biskup austriacki i szwajcarski Andrzej,
- biskup środkowoeuropejski Sergiusz,
- biskup timocki Hilarion[19].

### Delegacja Patriarchatu Rumuńskiego
- patriarcha rumuński Daniel,
- metropolita Mołdawii i Bukowiny Teofan,
- metropolita Siedmiogrodu Laurenty,
- metropolita Klużu, Marmaroszu i Sălaju Andrzej,
- metropolita Oltenii Ireneusz,
- metropolita Banatu Jan,
- metropolita Europy Zachodniej i Południowej Józef,
- metropolita Niemiec, Europy Północnej i Środkowej Serafin,
- metropolita Târgoviște Nifon,
- arcybiskup Alba Iulii Ireneusz,
- arcybiskup Râmnic Warsonofiusz,
- arcybiskup Romanu Joachim,
- arcybiskup Dolnego Dunaju Kasjan,
- arcybiskup Aradu Tymoteusz,
- arcybiskup Ameryki Mikołaj,
- biskup Oradei Sofroniusz,
- biskup Severinu i Strahei Nikodem,
- biskup Tulczy Wissarion,
- biskup Sălaju Petroniusz,
- biskup Węgier Sylwan,
- biskup Włoch Sylwan,
- biskup Hiszpanii i Portugalii Tymoteusz,
- biskup Europy Północnej Makary,
- biskup ploeszteński Warłam,
- biskup lovişteański Emilian[20].

### Delegacja Kościoła Cypru
- arcybiskup Cypru Chryzostom II,
- metropolita Pafos Jerzy,
- metropolita Kition Chryzostom,
- metropolita Kirenii Chryzostom,
- metropolita Limassol, Kurion i Amathos Atanazy,
- metropolita Morfu i Soli Neofit,
- metropolita Konstancji i Ammochostos Bazyli,
- metropolita Kykkos i Tylirii Nikifor,
- metropolita Tamassos i Oreini Izajasz,
- metropolita Trimithous Barnaba,
- biskup Karpasii Krzysztof,
- biskup Arsinoe Nektariusz,
- biskup Amathus Mikołaj,
- biskup Ledry Epifaniusz,
- biskup Kytros Leoncjusz,
- biskup Neapolis Porfiry,
- biskup Mesaorii Grzegorz

oraz doradcy: archimandryci Jan (Joannu), Augustyn (Karras), Benedykt (Joannu), Grzegorz (Joannidis), Grzegorz (Musurulis) a także teolog Michalis Spiru.

### Delegacja Kościoła Grecji
- arcybiskup Aten i całej Grecji Hieronim II,
- metropolita Mandinii i Kynurii Aleksander,
- metropolita Nikiei Aleksy,
- metropolita Aleksandropolis Antym,
- metropolita Ilionu, Acharnes i Petrupoli Atenagoras,
- metropolita Neapolis i Stawropolis Barnaba,
- metropolita Mesenii i Metonii Chryzostom,
- metropolita Nikopolis i Prewezy Chryzostom,
- metropolita Peristeri Chryzostom,
- metropolita Didymoticho, Orestiady i Sufli Damaskin,
- metropolita Hydry, Spetses i Eginy Efrem,
- metropolita Samos i Ikarii Euzebiusz,
- metropolita Nea Jonii i Filadelfii Gabriel,
- metropolita Elei German,
- metropolita Nafpaktos i Agios Vlasios Hieroteusz,
- metropolita Arty Ignacy,
- metropolita Dimitrias i Almiros Ignacy,
- metropolita Larisy i Tyrnawos Ignacy,
- metropolita Langadas Jan,
- metropolita Siderokastronu Makary,
- metropolita Kasandrei Nikodem,
- metropolita Filippi, Neapolis i Tasos Prokopiusz,
- metropolita Kastorii Serafin,
- metropolita Ierissos, Góry Athos i Ardameri Teoklit,
- metropolita Seres i Nigrity Teologos

oraz doradcy: biskup Metonii Klemens, archimandryci Ignacy (Sotiriades) i Cherubin (Moustakas), protoprezbiterzy Adamantios Augoustidis i Vasilikós Kalliakmanis, a także teolog Geôrgios Filias.

### Delegacja Polskiego Autokefalicznego Kościoła Prawosławnego
- metropolita warszawski i całej Polski Sawa – przewodniczący delegacji,
- arcybiskup lubelski i chełmski Abel,
- arcybiskup białostocki i gdański Jakub,
- arcybiskup łódzki i poznański Szymon,
- biskup siemiatycki, Prawosławny Ordynariusz Wojska Polskiego Jerzy,
- biskup gorlicki Paisjusz,
- archimandryta Andrzej (Borkowski),
- ks. prot. Andrzej Kuźma,
- ks. prot. Anatol Szymaniuk.

W delegacji znaleźli się również sekretarz Metropolity – archidiakon Paweł (Tokajuk), pełniący funkcję tłumacza Jerzy Betlejko oraz pełniący funkcję stewarda Mikołaj Podolec. Korespondentem PAKP z Soboru był Jarosław Charkiewicz.

### Delegacja Autokefalicznego Prawosławnego Kościoła Albanii
- arcybiskup Tirany i całej Albanii Anastazy,
- metropolita Beratu Ignacy,
- metropolita Korczy Jan,
- metropolita Gjirokastry Dymitr,
- metropolita Apollonii i Fier Mikołaj,
- metropolita Elbasanu Antoni,
- metroplita Amantii Nataniel,
- biskup Ballsh Asti,

a także: protoprezbiter Joani Trebicka, diakon Spiros Topanxha, mnisi: Anastasios Bendo i Charalampos Gkiokas oraz mniszka Rakela Dervishi.

### Delegacja Kościoła Prawosławnego Czech i Słowacji
- metropolita ziem czeskich i Słowacji, arcybiskup preszowski Rościsław,
- arcybiskup praski Michał,
- biskup szumperski Izajasz,

a także: archimandryta Serafin (Šemjatovský) oraz diakoni: Maksym (Durila) i Cyryl (Sarkissian).

## Inne wyznania wobec Soboru
W dniu rozpoczęcia soboru papież Franciszek modlił się aby Duch Święty „wspierał swoimi darami patriarchów, arcybiskupów i biskupów zebranych na Soborze”.

### Obserwatorzy
Ekumeniczny Patriarchat Konstantynopola w charakterze obserwatorów zaprosił na Sobór, przewodniczącego Papieskiej Rady do spraw Popierania Jedności Chrześcijan kardynała Kurta Kocha oraz sekretarza Rady – biskupa Briana Farrella.

## Przesłanie Soboru
26 czerwca 2016 ogłoszono Przesłanie Świętego i Wielkiego Soboru Cerkwi Prawosławnej.

## Reakcje
2 lipca 2016 Patriarchat Antiocheński wydał oświadczenie, w którym stwierdził, że nie traktuje soboru, jaki odbył się na Krecie, jako takiego, lecz jako kolejne zgromadzenie biskupów poprzedzające właściwy sobór. Tym samym nie będzie traktował jego postanowień jako wiążących. Uzasadniając swoje stanowisko, Święty Synod Kościoła wskazał, że na soborze nie byli obecni delegaci niektórych Cerkwi autokefalicznych, a podczas obrad nie podjęto najważniejszych zdaniem Patriarchatu Antiochii tematów (problem ogłaszania autokefalii, dyptychów i kalendarza liturgicznego). Zauważył również, że nie wszystkie Cerkwie zaakceptowały dokumenty przedsoborowe.
Rosyjski Kościół Prawosławny nazwał sobór ważnym wydarzeniem w historii procesu soborowego, lecz nie uznał go za panprawosławny z powodu nieobecności niektórych Kościołów lokalnych i braku konsensusu wokół dokumentów soboru.
Mnisi z Athos opublikowali list, w którym wzywają wspólnotę prawosławną do odrzucenia soboru oraz prymatu patriarchy Konstantynopola. Według nich sobór rzekomo miał w dwunastu punktach odrzucić tradycję oraz ortodoksję chrześcijańską, zaakceptować panherezję ekumenizmu i synkretyzmu (ΠΑΝΘΡΗΣΚΕΙΑ).